# Дівей-мурза
Дівей-мурза — бей Мансурульскої орди (1542—1572), великий кримськотатарський воєначальник і карачі-бек кримських мангитів, четвертий син мурзи Хасана і молодший брат мурзи Баки. Нащадок знаменитого правителя Золотої Орди Едигея, засновника Ногайської орди.

## Біографія
Спочатку Дівей-мурза був соратником і помічником свого старшого брата, мурзи Баки-бея. У 1539—1540 роках брати здійснювали набіги на кримські улуси. В одній з битв Дівей-мурза був узятий в полон. Кримський хан Сахіб I Ґерай, який побоювався Баки-бея, вирішив виманити його з ногайських степів до Криму. Ак-Бібі-мурза і Дівей-мурза, молодші брати Баки-бея, були за наказом хана арештовано і поміщено в темницю, де провели майже рік. Незабаром кримський хан звільнив з ув'язнення Ак-Бібі-мурзу та Дівей-мурзу і відправив їх по черзі до Баки-бея, щоб вони вмовили його повернутися до Криму. Баки-бей, повіривши умовлянням своїх братів, приїхав до Криму, де був спочатку з почестями прийнятий ханом Сахіб Гераєм, а потім убитий.
Згідно В. В. Трепавлову, наприкінці 1550-х — початку 1560-х років мангитський мурза Дівей з роду Мансур-Ули очолив ногайські племінні об'єднання на північних кордонах Кримського ханства. Дівей-мурза користувався значним впливом при дворі кримського хана Девлет Ґерая.
Дівей-мурза відомий своїми руйнівними набігами на південноросійські прикордонні землі. У 1560 році Дівей вторгся в Сіверську землю, де обложив місто Рильськ. Кримські татари і ногайці розорили і випалили посади, але саме місто взяти не змогли. Московський гарнізон відбив супротивника. У серпні того ж року трьохтисячне кримське військо під проводом Дівей-мурзи прорвалося на «Потегу» — через Потежскій ліс, що тягнувся між Тулою і Зарайськом. Московські загони, які виступили в погоню за відступаючим у степ ворогом, наздогнали кримців на р. Дон. Однак Дівей-мурза велів перебити «полон» і зміг відірватися від погоні.
Навесні 1563 року кримський хан Девлет Ґерай призначив Дівей-мурзу Мангитським карачі-беком, а за його сина Арсланов видав свою дочку.
У тому ж 1563 році Дівей-мурза супроводжував кримського хана Девлет Ґерая та його синів у поході на південноросіські землі. Кримські татари і ногайці розорили деділовскі, пронскі і рязанські землі.
Навесні 1571 року Дівей-мурза разом з ногайскими загонами брав участь в успішному поході кримського хана Девлет Ґерая на російські землі, в результаті якого була спалена Москва і захоплено величезну кількість полонених.
Влітку 1572 року Дівей-мурза брав участь у великому поході кримського хана Девлет Ґерая на Московське царство. 30 липня в битві при Молодях видатний кримськотатарський воєначальник Дівей був узятий в полон московитами. Під час одного з боїв його полонив суздальський син боярський Іван Шибаєв син Алаликін. Кримський хан Девлет Ґерай наказав своїм воїнам взяти штурмом московську фортецю («гуляй-город») і відбити Дівей-мурзу. Однак московські воєводи відбили всі ворожі атаки. Кримський хан зазнав поразки і поспішно відступив на південь, зазнавши великих втрат. 9 серпня 1572 року полонений Дівей-мурза був привезений в Новгород, і цар Іван Грозний вказав поставити його на подвір'ї на вулиці Рогатинців і віддав «на береженого» князю Борису Давидовичу Тулупової.
Кримський хан Девлет Ґерай, піклуючись про стабільність у своїй державі, вів безрезультатне листування з московським царем Іваном Васильовичем Грозним про звільнення Дівей-мурзи. У 1573 році кримський хан пропонував московському царю обміняти на Дівей-мурзу Василя Григоровича Брудного, але цар відкинув цю пропозицію, а згодом на неодноразові прохання кримських татар про обмін Дівєєв відповідав, що той помер.
Дівей-мурза вже не повернувся в степові кочовища і помер в московському полоні.
Діти: Єсіней-мурза (пом. 1584), Арсланай-мурза (пом. 1595) і Касим-мурза.